# Vapor Paquete del Maule (1861)
El vapor Paquete del Maule (también llamado Paquete de Maule) fue una nave que participó en la guerra hispano-sudamericana, bajo bandera chilena hasta que, tras su captura, pasó a formar parte de la española Escuadra del Pacífico.

## Carrera
Fue ordenada por la Sociedad del Vapor Paquete del Maule a los astilleros  Lawrence & Foulksde Williamsburg, Nueva York para G.K. Stevenson & Co. y entregado en 1861, para ser utilizado como un paquebote en el río Maule.
Durante la guerra hispano-sudamericana, el Paquete del Maule sirvió como buque auxiliar de la flota chilena. El 6 de marzo de 1866, comandado por el Capitán de Corbeta Luis Alfredo Lynch Zaldívar, partió en ruta de Lota a Montevideo con una tripulación de 126 hombres destinados a completar las tripulaciones de los blindados Huáscar e Independencia. Ese mismo día fue apresado por la fragata española Blanca, en aguas del golfo de Arauco.
Tras su captura, el Paquete del Maule pasó a formar parte de la Escuadra del Pacífico, sirviendo de buque auxiliar.
El 10 de mayo de 1866, después del Combate del Callao, el Paquete del Maule fue incendiado y hundido por los españoles cerca de la Isla San Lorenzo, frente al Callao, ya que no podían llevarla consigo en su vuelta a España.